# Belagerung von Douai (1667)
Die Belagerung von Douai von 1667 ist eine Episode des Devolutionskrieges. Die Stadt Douai wurde fünf Tage lang vom 30. Juni bis zum 4. Juli belagert, bevor sie sich ergab.

## Kontext
Die Schwäche der spanischen Monarchie nach dem Tod des Königs Philipp IV., verbunden mit dem langwierigen Restaurationskrieg, der den größten Teil des spanischen Militärpotenzials band und fast nur Rückschläge gebracht hatte, wollte Ludwig XIV. ausnutzen, um Teile der Spanischen Niederlande unter seine Kontrolle zu bringen.
Ludwig XIV., der den Feldzug persönlich anführte, hatte das Ziel, direkt nach Brüssel zu marschieren. Marschall Turenne, der eigentliche Befehlshaber, war jedoch vorsichtiger und riet dem König, erst ein leichteres Ziel in Angriff zu nehmen, da die Armee noch nicht optimal auf eine anstrengende Belagerung der Stadt vorbereitet war und kleinere Erfolge vorab sie beflügeln würden.

## Vorgeschichte
Ziel des Marschalls Turenne war es, ganz Flandern mitsamt der Hauptstadt Lille von den großen spanischen Festungen im Norden (Brügge, Gent, Brüssel und Antwerpen) abzuschneiden. Am 2. Juni 1667 hatte er Charleroi erobert und damit die Kontrolle über die Verbindungen zwischen den nordwestlichen und den südöstlichen Teilen der spanischen Besitzungen gewonnen. Der erwartete Angriff auf Mons im Westen oder Namur im Osten blieb jedoch aus. Turenne wandte sich stattdessen nach Nordwesten, umging Mons und nahm am 16. Juni Ath ein, am 25. Juni das weiter westlich gelegene Tournai, wodurch er den Übergang über die Schelde erreicht hatte und sich eine Tagesreise vor Lille befand.

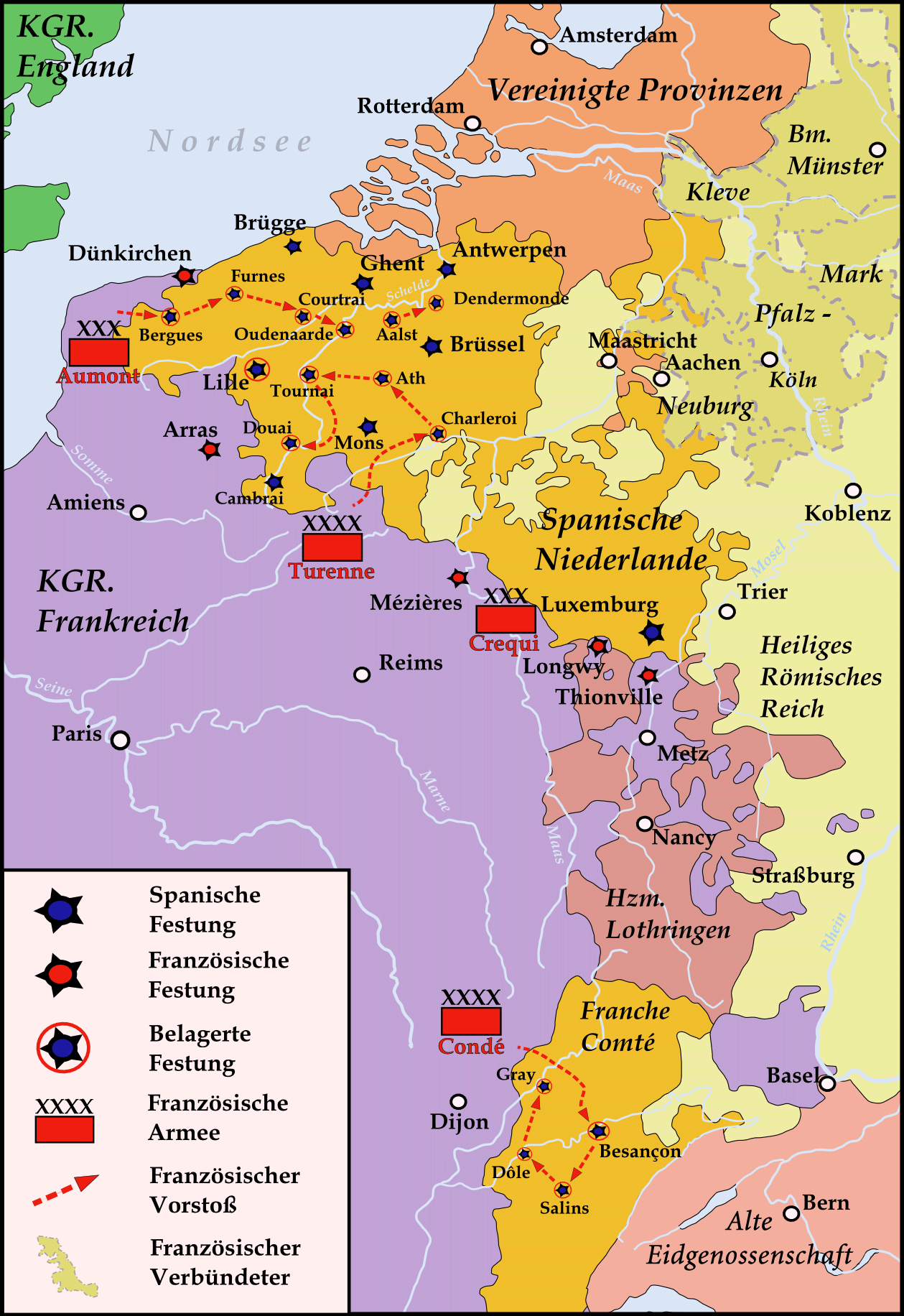
Karte des Kriegverlaufs

## Die Belagerung
Nach der Eroberung von Tournai befahl Ludwig XIV. dem Grafen Duras, das südwestlich gelegene Douai einzunehmen und damit die Einkreisung von Mons zum einen und von Cambrai zum anderen abzuschließen. Zwei Tage später war der König selbst vor Ort. Der Schützengraben wurde am 3. Juli ausgehoben und vier Tage nach Beginn der Belagerung überquerten die französischen Truppen den Graben, eroberten die Contrescarpe und besetzten die Demi-lune. Die Stadt kapitulierte noch am selben Tag.
Am 8. Juli 1667, nach der Unterzeichnung der Kapitulation, ritt Ludwig XIV. durch das Valenciennes-Tor in die Stadt, wo er einen goldenen Schlüssel aus den Händen des Stadtregierung entgegennahm. Anschließend nahm er in der Stiftskirche Saint-Amé die Huldigung des Klerus und der Bürger entgegen. Am nächsten Tag reiste er mit 2000 Reitern Richtung Bapaume ab und von dort nach Compiègne.
Während dieser Belagerung erhielt Sébastien Le Prestre de Vauban einen Musketenschuss, der ihm die linke Wange aufschlitzte und die bekannte Narbe hinterließ.

## Nachwirkungen
Mit der Eroberung von Douai war die Einkreisung nicht nur von Mons, sondern auch von Cambrai geschafft. Mit der Einnahme der Festungen Bergues (6. Juni), Veurne (12. Juni), Kortrijk (18. Juli) und Oudenaarde (Ende Juli) durch den parallel operierenden Marschall Aumont wurde Lille von den spanischen Truppen abgeschnitten, so dass die Belagerung der Stadt beginnen konnte.